# ماریا ترسا
ماریا ترسا (انگلیسی: Maria Teresa, Princess of Beira) فرزند جان ششم پرتغال و کارلوتا خواکونیا بود.